# Black Diamond (Florida)
Black Diamond statisztikai település az USA Florida államában, Citrus megyében. Lakosainak száma 1255 fő (2020. április 1.).

## Népesség
A település népességének változása:
| Lakosok száma | 694  | 1101 | 1255 |
|               | 2000 | 2010 | 2020 |